# Choco Taco
Choco Taco — мороженое производства компании Good Humor-Breyers, напоминающее тако. Оно состоит из вафельного диска, ванильного мороженого с пониженным содержанием жира, искусственно ароматизированной помадки, арахиса и глазури из молочного шоколада. Choco Taco продавался под брендом Klondike как «The Original Ice Cream Taco». В 2022 году десерт был снят с производства.

## История
Десерт Choco Taco был изобретён в Филадельфии в 1983 году Аланом Дрэйзеном (Alan Drazen), менеджером компании Jack and Jill Ice Cream Company по мобильным продажам еды. Производство и продажи мороженого начались в 1984 году. Десерт продавался в фургонах мороженщика и магазинах шаговой доступности. Впервые десерт появился в супермаркетах по всей стране, когда компания Good Humor-Breyers, производившая его в Ричмонде, штат Виргиния, рекламировала его в 1996 году на Конвенции индустрии супермаркетов в Чикаго под слоганом «America’s coolest taco».
В 1998 году компания Unilever представила мороженое Choco Taco в Италии и Великобритании под названием Winner Taco через свои дочерние компании Algida и Wall’s. В 1999 году десерт был представлен в Швеции под тем же названием через другую дочернюю компанию — GB Glace.
В 1999 году был проведён ребрендинг бренда Choco Taco. В том же году компания представила сливочное мороженое Klondike Cookies & Cream Choco Taco, покрытое кусочками печенья. Мороженые Choco Taco также продавались в некоторых ресторанах Taco Bell.
В июле 2022 года десерт Choco Taco был снят с производства.